# Tod Goldberg
Pour les articles homonymes, voir Goldberg.
Œuvres principales
- Gangsterland

Tod Goldberg, né le 10 janvier 1971 à Berkeley en Californie, est un écrivain américain.

## Œuvres

### SérieMichael Westen
- The Fix (2008)
- The End Game (2009)
- The Giveaway (2010)
- The Reformed (2010)
- The Bad Beat (2011)

### TrilogieGangsterland
- Gangsterland, Super 8, 2016 ((en) Gangsterland, 2014)
- Gangster Nation (2017)
- Gangsters Don’t Die (2023)

### Autres romans
- (en) Fake Liar Cheat, 2000
- (en) Living Dead Girl, 2002

### Recueils de nouvelles
- (en) Simplify, 2005
- (en) Other Resort Cities, 2009
- The Low Desert: Gangster Stories (2021)

### Essais
- (en) When They Let Them Bleed, 2013